# Alberto Gallego Laencuentra
Alberto Gallego Lancuentra (16 de marzo de 1974, Lérida, Cataluña) es un director deportivo y entrenador de fútbol español, que actualmente dirigie a la Sociedad Cultural y Recreativa Peña Deportiva de la Segunda División RFEF.

## Trayectoria deportiva
Durante la temporada 2013-14 dirigiría al Club Esportiu EFAC Almacelles de su ciudad natal, al que ascendería a Tercera División. 
Desde noviembre de 2015 a noviembre de 2016 fue secretario técnico del Rayo Vallecano y dirigiría al equipo de juveniles.
Durante la temporada 2016-17 fue director deportivo del Rayo Oklahoma City, equipo al que llegó para gestionar la franquicia estadounidense del Rayo Vallecano de nueva creación, donde realizaría un buen trabajo ya que el conjunto llegó hasta las semifinales de la North American Soccer League (NASL).
En la temporada siguiente, continuaría en Estados Unidos formando parte del cuerpo técnico del New York Cosmos de la NASL, donde efectuaría tareas de segundo entrenador del técnico venezolano Giovanni Savarese.
Durante la temporada 2018-19 sería entrenador de Club de Futbol Pobla de Mafumet, del Grupo V de la Tercera División. Al término de la temporada no renovaría para la temporada siguiente.
En enero de 2020, firma como entrenador del Volos NFC de la Superliga de Grecia para sustituir a otro técnico español, Juan Ferrando Fenoll que estaba al frente durante la tercera temporada del equipo griego y que tuvo que regresar a España por motivos de salud.
El 26 de febrero de 2020 con la temporada regular finalizada y la permanencia asegurada el Volos NFC y el entrenador llegan a un acuerdo de finalización de contrato.
En julio de 2020 se hizo cargo del banquillo del CD Ibiza de la Tercera División de España. Al término de la temporada 2020-21, lograría un histórico ascenso a la Segunda División RFEF con el conjunto pitiuso.
El 18 de junio de 2021, se convierte en entrenador del Real Club Recreativo de Huelva, consiguiendo el ascenso a la Segunda División RFEF en una de las temporadas catalogadas como de las mejores de la historia del Decano del fútbol español.
El 22 de junio de 2022, firma por el Elche Ilicitano Club de Fútbol de la Tercera División RFEF.
El 10 de octubre de 2022, se hace cargo de manera interina del primer equipo del Elche CF de la Primera División de España, siendo el colista de la clasificación el conjunto ilicitano al que dirigiría en un encuentro ante el RCD Mallorca que acabaría con empate a uno.
El 23 de noviembre de 2022, después de 10 jornadas ligueras en el Grupo VI de la Tercera Federación, fue destituido de su cargo tras dejar al equipo a 4 puntos de la eliminatoria y a 2 puntos del descenso, siendo sustituido por Nino.
El 23 de octubre de 2023, firma como entrenador de la Sociedad Cultural y Recreativa Peña Deportiva de la Segunda División RFEF.

## Trayectoria en los banquillos
| Club                                          | País           | Año             | Logros      |
| --------------------------------------------- | -------------- | --------------- | ----------- |
| Club Esportiu EFAC Almacelles                 | España         | 2013 - 2014     | Ascenso     |
| Rayo Vallecano (secretario técnico)           | España         | 2015 - 2016     |             |
| Rayo Oklahoma City (director deportivo)       | Estados Unidos | 2016 - 2017     | Play-off    |
| New York Cosmos (2.º entrenador)              | Estados Unidos | 2017 - 2018     | Play-off    |
| Club de Futbol Pobla de Mafumet               | España         | 2018-2019       | 12º         |
| Volos NFC                                     | Grecia         | 2020            | Permanencia |
| CD Ibiza                                      | España         | 2020-2021       | Campeón     |
| Real Club Recreativo de Huelva                | España         | 2021-2022       | Campeón     |
| Elche Ilicitano Club de Fútbol                | España         | 2022            | 11º         |
| Sociedad Cultural y Recreativa Peña Deportiva | España         | 2023-actualidad |             |

## Logros de interés + récords

### C.D. Ibiza | Temporada 2020-2021
- 26 partidos jugados: 23 partidos imbatidos (récord de imbatibilidad en la temporada 2020-2021 de todas las ligas nacionales). Consiguiendo 51 goles a favor y 15 en contra.

### R.C. Recreativo de Huelva | Temporada 2021-2022
- Liga Regular: 31 partidos (24 victorias, 5 empates y 2 derrotas). Se descansa 2 jornadas durante la competición. Se consigue ser el único equipo del grupo invicto en la 1ª vuelta del campeonato, y en consecuencia, líder de invierno (26 partidos imbatidos).
- Único equipo del grupo que ha conseguido marcar en todos sus encuentros. Consiguiendo el ascenso a 2ª REF con números de récord.
- Promedio de 2,48 puntos por partido, consiguiendo el 2º mejor promedio de toda España, llegando a ser durante muchos meses el mejor promedio puntos/partidos de toda Europa

### Balance de las últimas 2 temporadas[17]
- 57 partidos jugados: 41 partidos ganados, 11 partidos empatados, 5 partidos perdidos. Consiguiendo un promedio puntos/partidos de 2,35.  
- Consiguiendo 2 ascensos consecutivos por vía directa a 2ª RFEF.